# Emarginula phrixodes
Emarginula phrixodes là một loài ốc biển, là động vật thân mềm chân bụng sống ở biển thuộc họ Fissurellidae.